# Adenocaulinae
Adenocaulinae  A. Gray, 1884 è una sottotribù di piante angiosperme dicotiledoni della famiglia delle Asteraceae.

## Etimologia
Il nome della sottotribù deriva dal suo genere tipo il quale deriva a sua volta da due parole greche: "aden" (= ghiandola) e "kaulos" (= gambo) e fa riferimento ai peli ghiandolari peduncolati.

## Descrizione

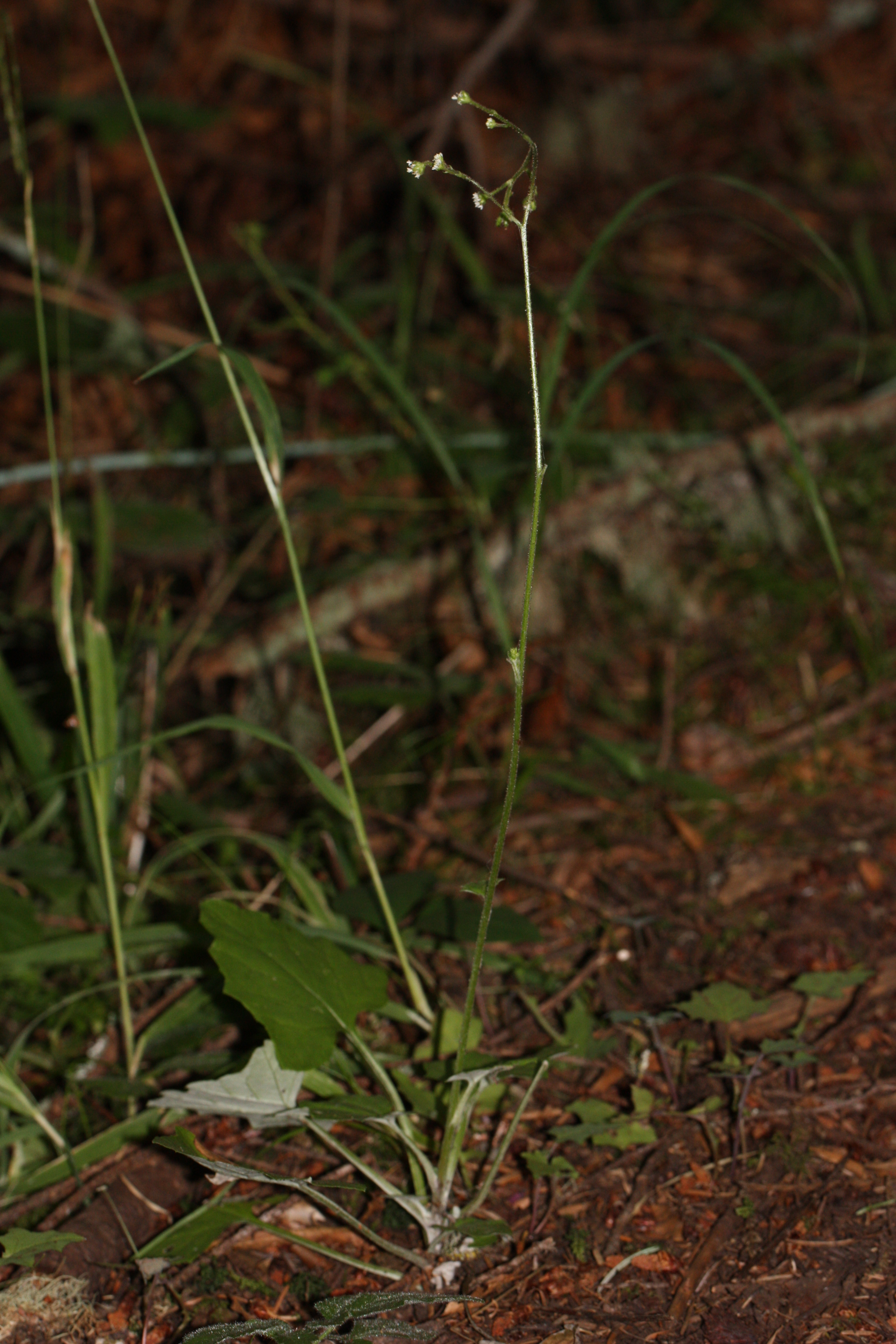
Il portamento
Adenocaulon bicolor

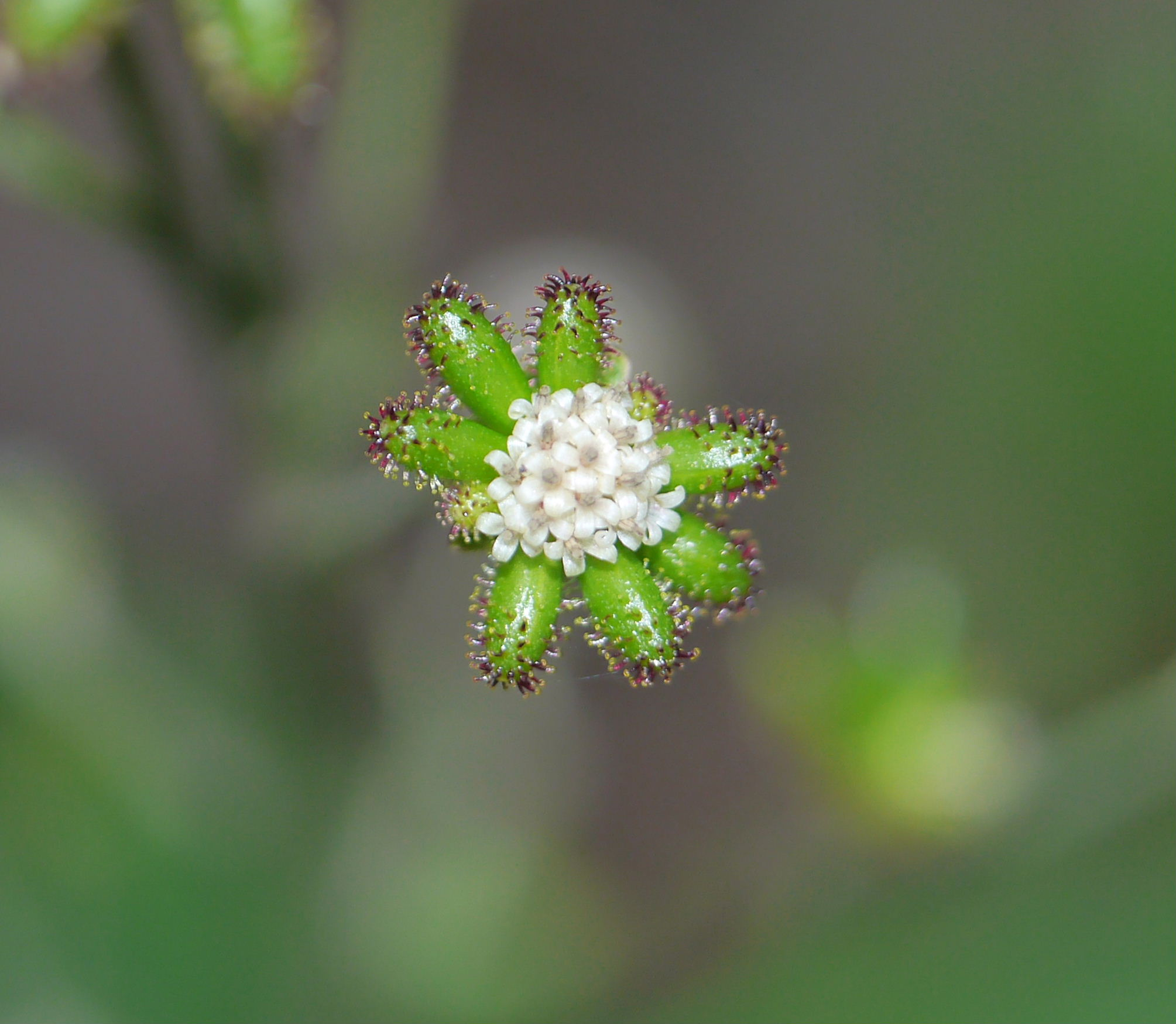
I fiori
Adenocaulon himalaicum

Le specie di questa voce sono piante perenni con portamenti erbacei nani o scapiformi con rizomi cilindrici o piatti. I fusti sono semplici, eretti o prostrati, glabri o con peli stipitato-ghiandolari.
Sono presenti foglie basali rosulate o cauline alternate. Sono sessili o picciolate. La forma delle lamine è intera con contorno oblanceolato, ellittico, ovato, obovato o deltoide (o triangolare); i bordi sono interi, lobati o dentati. La superficie è glabra di sopra e tomentosa di sotto.
Le infiorescenze sono composte da capolini eretti, lungamente peduncolati, raccolti in lassi racemi o corimbi oppure sono solitari (monocefali). I capolini, disciformi e eterogami, piccoli e con pochi fiori, sono formati da un involucro a forma emisferica composto da brattee (o squame) all'interno delle quali un ricettacolo fa da base ai fiori di due tipi (più o meno fiori dimorfici): tubulosi e ligulati. Le brattee, dimorfiche specialmente nella metà inferiore, disposte su una serie (involucro uniseriato) in modo embricato sono di vario tipo e consistenza. Il ricettacolo, glabro, da convesso a quasi conico e alveolato, è nudo (senza pagliette).
I fiori sia quelli tubulosi che ligulati sono tetra-ciclici (ossia sono presenti 4 verticilli: calice – corolla – androceo – gineceo) e pentameri (ogni verticillo ha 5 elementi). I fiori sono ermafroditi, actinomorfi o zigomorfi e fertili. In genere i fiori del raggio (quelli periferici) sono femminili, fertili (con o senza staminoidi) e disposti in modo uniseriale, con corolla subbilabiata (3 + 1; più o meno zigomorfa) o a 4 - 5 lobi (corolla actinomorfa). I fiori del disco (quelli centrali), sono pochi e ermafroditi (o funzionalmente maschili e privi di achenio; l'ovario è rudimentale), con corolle a 5 profondi lobi (corolla actinomorfa).
- Formula fiorale:

*/x K {\displaystyle \infty }, [C (5), A (5)], G 2 (infero), achenio
- Calice: i sepali del calice sono ridotti ad una coroncina di squame.
- Corolla: la corolla è formata da un tubo terminante in modo bilabiato (fiori radiati periferici ligulati) o con 5 lobi (fiori tubulosi centrali del disco). I colori sono biancastro o bianco-giallastro.
- Androceo: gli stami sono 5 con filamenti liberi, glabri o papillosi e distinti, mentre le antere sono saldate in un manicotto (o tubo) circondante lo stilo. Le antere in genere hanno una forma sagittata con appendici apicali da arrotondate ad acute. Il polline normalmente è tricolporato a forma sferica prolata (può essere microechinato).
- Gineceo: lo stilo è filiforme; gli stigmi dello stilo sono due nei fiori periferici (stilo bilobato) con i rami papillosi dorsalmente; mentre lo stilo è indiviso in quelli centrali. L'ovario è infero uniloculare formato da 2 carpelli. L'ovulo è unico e anatropo.

I frutti sono degli acheni dimorfici (quelli marginali sono vistosamente più grandi di quelli interni) con pappo. La forma dell'achenio in genere è obovoidale (troncato all'apice). Il pericarpo può essere di tipo parenchimatico, altrimenti è indurito (lignificato) radialmente; la superficie è ricoperta con vistose ghiandole stipitate (o peli ghiandolari multiseriali capitati) più dense nella metà superiore oppure i peli sono irsuti e filiformi. Il carpopodium è assente, oppure ha delle forme anulari. I pappi sono assenti.

## Biologia
- Impollinazione: l'impollinazione avviene tramite insetti (impollinazione entomogama tramite farfalle diurne e notturne).
- Riproduzione: la fecondazione avviene fondamentalmente tramite l'impollinazione dei fiori (vedi sopra).
- Dispersione: i semi (gli acheni) cadendo a terra sono successivamente dispersi soprattutto da insetti tipo formiche (disseminazione mirmecoria). In questo tipo di piante avviene anche un altro tipo di dispersione: zoocoria. Infatti gli uncini delle brattee dell'involucro si agganciano ai peli degli animali di passaggio disperdendo così anche su lunghe distanze i semi della pianta.

## Distribuzione e habitat
La distribuzione delle specie di questo genere è abbastanza ampia dall'America all'Asia.

## Tassonomia
La famiglia di appartenenza di questa voce (Asteraceae o Compositae, nomen conservandum) probabilmente originaria del Sud America, è la più numerosa del mondo vegetale, comprende oltre 23.000 specie distribuite su 1.535 generi, oppure 22.750 specie e 1.530 generi secondo altre fonti (una delle checklist più aggiornata elenca fino a 1.679 generi). La famiglia attualmente (2021) è divisa in 16 sottofamiglie.

### Filogenesi
La sottofamiglia Mutisioideae della tribù Mutisieae, nell'ambito delle Asteraceae occupa una posizione "basale" (si è evoluta precocemente rispetto al resto della famiglia) ed è molto vicina alla sottofamiglia Stifftioideae. La tribù Mutisieae con la tribù Nassauvieae formano due "gruppi fratelli" ed entrambe rappresentano il "core" della sottofamiglia.
La sottotribù Adenocaulinae è descritta all'interno della tribù Mutisieae, raggruppamento che la classificazione tradizionale collocava all'interno della sottofamiglia Cichorioideae e che la moderna classificazione filogenetica ha ricollocato, ridisegnandone i confini, all'interno della sottofamiglia Mutisioideae.
All'interno della tribù la sottotribù di questa voce occupa, da un punto di vista filogenetico e quindi evolutivo, una posizione intermedia tra il gruppo "basale" formato dai generi Pachylaena e Mutisia e il "core" della tribù rappresentato dal calde Gerbera Complex. Le possibili date relative alla divergenza del gruppo variano da 32 a 23 milioni di anni fa.
Il cladogramma seguente presenta una possibile configurazione filogenetica di alcune specie della sottotribù:
|  | Eriachaenium magellanicum                                                    |
|  |                                                                              |
|  | Adenocaulon lyratum                                                          |
|  |                                                                              |
|  | \| \| Adenocaulon lyratum \| \| \| \| \| \| Adenocaulon chilense \| \| \| \| |
|  |                                                                              |
|  | Adenocaulon lyratum                                                          |
|  |                                                                              |
|  | Adenocaulon chilense                                                         |
|  |                                                                              |

|  | Adenocaulon lyratum  |
|  |                      |
|  | Adenocaulon chilense |
|  |                      |

### Elenco dei generi
Questa sottotribù comprende 2 generi con 6 specie:
- Adenocaulon bicolor Hook., 1829
- Adenocaulon himalaicum Edgew., 1846
- Adenocaulon nepalense Bittmann, 1990
- Adenocaulon lyratum S.F.Blake, 1934
- Adenocaulon chilense Less., 1831
- Eriachaenium magellanicum Sch.Bip., 1855

### Chiave per i generi
I due generi si distinguono per i seguenti caratteri:
- Adenocaulon: le piante di questo genere sono delle erbe con portamento eretto scapiforme; le foglie sono di tipo rosulato con lamine da ellittiche a deltoidi; le infiorescenze sono lassamente racemose o corimbose; la superficie degli acheni è ricoperta da peli ghiandolari.
- Eriachaenium: le piante di questo genere sono delle erbe con portamento da prostrato ad eretto; le foglie sono di tipo alternato con lamine oblanceolate; le infiorescenze sono formate da capolini solitari; la superficie degli acheni è irsuta, ricoperta da lunghi peli filiformi.